# Chione elevata
Chione elevata is een tweekleppigensoort uit de familie van de Veneridae. De wetenschappelijke naam van de soort werd in 1822 voor het eerst geldig gepubliceerd door Thomas Say.

Fossiel (Pleistoceen)